# Frédéric-Guillaume Bergmann
Pour les articles homonymes, voir Bergmann.
Frédéric-Guillaume Bergmann, connu en allemand sous le nom de Friedrich Wilhelm Bergmann, né à Strasbourg le 9 février 1812 et mort dans la même ville le 14 novembre 1887, est un philologue français. Après l'annexion par le Reich de l'Alsace-Lorraine en 1871, il opte pour la nationalité allemande.

## Biographie
Il étudie la théologie à Strasbourg, à Göttingen, puis à Berlin, et la philologie à Paris.
Doyen de la Faculté de Lettres de Strasbourg en 1860, Frédéric-Guillaume Bergmann demeure professeur dans l'université allemande après la guerre de 1870.
Il est l'auteur de nombreux ouvrages, parmi lesquels on distingue Les Gètes (1859), Les Scythes (1860), et plusieurs travaux sur Dante. Il a également traduit, annoté et commenté des Eddas.
Frédéric-Guillaume Bergmann a été décoré de la Légion d'honneur le 14 août 1863.

## Ouvrages sélectifs

### Linguistique
- L'unité de l'espèce humaine et la pluralité des langues primitives (Paris, 1864) ;
- De l'unité de composition grammaticale et syntactique dans les différentes familles de langues (Paris, 1864) ;
- Curiosités linguistiques (Colmar, 1870) ;
- Sprachliche Studien (Strasbourg, 1872) ;
- Résumé d'études d'ontologie générale et de linguistique générale, ou Essais sur la nature et l'origine des êtres, la pluralité des langues primitives et la formation de la matière première des mots (Paris, 1875) ;
- Cours de linguistique (Paris, 1875) ;
- Thesen zur Erklärung der natürlichen Entstehung der Ursprachen (Strasbourg, 1879).

### Littérature norroise
- Poëmes Islandais (Voluspa, Vafthrudnismal, Lokasenna), tirés de l'Edda de Saemund (Paris, 1838) ;
- Les chants de Sol (Strasbourg, 1858) ;
- La fascination de Gulfi  (Paris, 1871) ;
- Sämtliche Eddagedichte, kritisch hergestellt, übersetzt und erklärt (Leipzig, 1872-79).

### Dante
- Dante et sa Comédie (Strasbourg, 1863) ;
- La Vision de Dante au Paradis terrestre (Colmar, 1865) ;
- Les prétendues maîtresses de Dante (Strasbourg, 1869) ;
- Dante: sa vie et ses œuvres (Strasbourg, 1881).

### Divers
- Sur l'origine et la signification des romans du Saint-Graal (Strasbourg, 1840) ;
- Les Scythes (Halle, 1860) (lire en ligne) ;
- Les Gètes ou la filiation généalogique des Scythes aux Gètes et des Gètes aux Germains aux Scandinaves (Strasbourg, 1859) (lire en ligne) ;
- Les Amazones dans l'histoire et dans la fable (Colmar, 1852) (lire en ligne) ;
- Les peuples primitifs de la race de Iafète (Colmar, 1853) ;
- La priamèle dans le différentes littératures anciennes et modernes (Strasbourg, 1868) ;
- Straßburger Volksgespräche (Strasbourg, 1871).